# John L. Watson
John Leonard Watson (* 5. September 1951 in Milwaukee) ist ein amerikanischer Schachspieler und -autor.

## Leben
Watson wurde 1951 in Milwaukee geboren und wuchs in Omaha, Nebraska auf. Er studierte an der University of California in San Diego, wo er seinen Abschluss der Ingenieurwissenschaft machte. Er gewann viele Schachturniere, darunter die erste US National High School Meisterschaft und das American Open. Er trägt seit 1979 den Titel Internationaler Meister.
Watson ist hauptsächlich bekannt als Schachtheoretiker und Autor. Er veröffentlichte mehr als 30 Bücher über viele Aspekte des Schachspiels. Sein Buch Geheimnisse der modernen Schachstrategie (Secrets of Modern Chess Strategy) aus dem Jahr 1999 gewann den Preis als Buch des Jahres der British Chess Federation, ebenso den Preis als Buch des Jahres der United States Chess Federation. Das Nachfolgewerk Chess Strategy in Action wurde von Chesscafe als Buch des Jahres ausgezeichnet. Diese zwei Bücher thematisieren die Änderungen, die die Schachstrategie seit Beginn des 20. Jahrhunderts erfahren hat, und wurden in mehrere Sprachen übersetzt. Watson schreibt Buchbesprechungen für The Week in Chess, die Online-Publikation des London Chess Centre. Darüber hinaus moderiert Watson die wöchentliche Radiosendung im Internet „Chess Talk with John Watson“ auf Chess.FM, dem Radiosender des Internet Chess Club (ICC).
In der United States Chess League spielt er 2015 für die San Diego Surfers.
Watson arbeitet auch als Schachtrainer. Zu seinen Schülern gehören u. a. Tal Shaked, Jugendweltmeister von 1997, FIDE-Meister Patrick Hummel und FIDE-Meisterin Abby Marshall. Im Oktober 2022 wurde er in die US Chess Hall of Fame aufgenommen. 
Watson ist verheiratet mit Maura Giles-Watson; sie leben in San Diego, Kalifornien.

## Bücher (Auswahl)
- Play the French. Cadogan Chess Books, ISBN 1-85744-337-3.
- Schachstrategie in Aktion. Gambit Publications, ISBN 1904600123.
- The Unconventional King’s Indian. ISBN 1-84382-150-8.
- The Gambit Guide to the Modern Benoni. ISBN 1-901983-23-4.
- Geheimnisse der modernen Schachstrategie. Gambit Publications, ISBN 1901983757.
- English 1…P-K4. ISBN 1-84382-144-3.
- Gefährliche Waffen – Französisch. Everyman Chess, 2008, ISBN 9783932336157.
- Geheimnisse moderner Schacheröffnungen. Gambit Publications (4 Bände)
  - Band 1 (1. e4): ISBN 1904600743.
  - Band 2 (1. d4): ISBN 1904600751.
  - Band 3 (1. c4): ISBN 1906454108.
  - Band 4 (Gambits, Vorbereitung, Fianchettos und Symmetrie): ISBN 1906454221.